# Çarşamba
Çarşamba là một huyện thuộc tỉnh Samsun, Thổ Nhĩ Kỳ. Huyện có diện tích 641 km² và dân số thời điểm năm 2007 là 136343 người, mật độ 213 người/km².